# Milntown Castle
Milntown Castle ist eine abgegangene Niederungsburg in der Nähe von Milton in Easter Ross in der schottischen Council Area Highland. Anfang des 16. Jahrhunderts ließ die Familie Munro of Milntown, eine Seitenlinie des Clan Munro, die Burg erbauen. 1656 wurde das Anwesen an George Mackenzie, 1. Earl of Cromartie, auch George MacKenzie of Tarbet genannt, verkauft. Er benannte die Burg in New Tarbat Castle um, und zwar nach seinem ursprünglichen Familiensitz Tarbat Castle bei Portmahomack, die heute als Ballone Castle bekannt ist. Mackenzie ließ Milntown Castle abreißen, sodass nur ein kleiner Teil des Erdgeschosses erhalten blieb. Dann ersetzte er die Burg durch ein neues Landhaus in der Nähe. Als das neue Landhaus fertig war, wurde das alte Milntown Castle als Folly für die Gärten ausstaffiert. Dieses Landhaus wurde selbst 1787 abgerissen und 1787 von seinem Nachfahren, John Mackenzie, Lord MacLoud, durch ein georgianisches Haus namens Tarbat House ersetzt.

## Aufzeichnungen über die Burg
Auch wenn es die Burg schon seit Langem nicht mehr gibt, existieren Beschreibungen von ihr in einigen Büchern, zum Beispiel der History of the Earldom of Sutherland von Sir Robert Gordon (1580–1625) und der History of the Munros and Fowlis von Alexander Mackenzie von 1898.
Sir Robert Gordon schrieb:

„Um das Jahr 1500 begannen die Munros of Milntown mit dem Bau der Burg von Milntown; ihre nächsten Nachbarn, die Rosses von Balnagowan, bemühten sich, sie vom Bau abzuhalten, aber John, Earl of Sutherland, verteidigte das Vorhaben selbst gegen die Prahlereien der Balnagowans. Als er nach Hause, nach Sutherland, zurückkehrte, beließ er eine Reihe von Männern in Milntown, um es gegen die Rosses zu verteidigen, bis die Burg fertiggestellt war, ein Gefallen, den die Munros of Milntown heute noch erwähnen.“

Alexander Mackenzie schrieb:

„Sir George MacKenzie of Tarbet änderte den Namen nach seinem eigenen Titel in Tarbat, als der die Burg und das Anwesen von Milntown kaufte. Er war damals ein Lord of Session unter dem Titel Lord Tarbet. Aber die Landbevölkerung nennt den Ort bis heute in schottisch-gälisch «Balie-Mhuillinn Andrea». Der einzigen Überreste der alten Burg, die noch existieren, sind die Tür des Gewölbes und die hohen Terrassen in der Nähe des Ortes, wo sie einst stand. 1728 beauftragte Viscount Tarbet Maurer, «Munros alte Arbeit abzureißen», die Fundamente zu beseitigen und ein neues Haus zu bauen. Einige der ältesten Bewohner des Dorfes Milntown erinnern sich noch, ihre Eltern, von denen einige beim Abriss von Milntown Castle halfen, zweifellos mit einem gewissen Grad von Übertreibung sagen zu hören, dass der Rittersaal so groß war, «dass die Geigen an einem Ende am anderen Ende nicht mehr zu hören waren». Die Burg soll die eleganteste und am feinsten ausgearbeitete im Norden gewesen sein, eindrucksvoll mit Tourellen verziert. Sie stand an der Seite des heutigen Landhauses. Auf dem Anwesen bei dem alten Gebäude gab es viele schöne Bäume. Eine große Buche wurde «Königin Marys Baum» genannt, weil man annahm, dass er von der Königin gepflanzt worden war, als die Beauly Priory besuchte. Sie war mehr als 100 Fuß (30 Meter) hoch; es soll eine ganze Woche gedauert haben, sie umzuschneiden und sie soll so schwer und schwierig zu entfernen gewesen sein, dass sie eingegraben werden musste, wo sie umstürzte.“